# Wilbert Keon
Wilbert Joseph Keon (né le 17 mai 1935 et mort le 7 avril 2019 à Ottawa (Ontario)) est un chirurgien, chercheur et sénateur canadien.

## Biographie
Né à Sheenboro au Québec le 17 mai 1935, Wilbert Keon obtient son baccalauréat ès sciences du collège St Patrick's de l'Université Carleton et un doctorat en médecine de l'Université d'Ottawa.
Après une période d'étude et d'enseignement à l'Université Harvard à Boston, il revient à Ottawa au début des années 1970. Le Dr Keon fonde l'Institut de cardiologie de l'Université d'Ottawa à l'hôpital d'Ottawa et sert à titre de PDG pendant plus de 30 ans jusqu'à sa retraite en 2004. En 1986, il est le premier Canadien à implanter un cœur artificiel dans un être humain pour servir de transition dans une transplantation. Il effectue plus de 300 chirurgies par année.
En 1990, il est nommé au Sénat du Canada par le premier ministre Brian Mulroney, où il siège en tant que conservateur.

### Démission
Dans les années 1990, Wilbert Keon est arrêté lors d'une opération policière pour avoir sollicité une femme pour fins de prostitution. Il a accepté de participer à un programme et n'a jamais été accusé ou condamné en résultat de l'incident. Il a offert de démissionner de son poste au conseil de l'Institution cardiologique, mais il n'a pas offert de démissionner de son siège au Sénat.

### Famille
En 1960, Wilbert Keon épouse Anne Jennings. Ils ont trois enfants : Claudia, Ryan et Neil.

## Distinctions
- En 1984, Wilbert Keon est fait officier de l'ordre du Canada
- Il est nommé officier de l'ordre souverain de Malte par le pape Jean-Paul II.
- En 1994, il reçoit un doctorat honorifique de l'Université Carleton.